# Vatica pallida
Espèce
Classification phylogénétique
Statut de conservation UICN

 EN A1c : En danger
 Vatica pallida est un arbre sempervirent de Malaisie péninsulaire appartenant à la famille des dipterocarpaceae

## Répartition
Endémique à la péninsule Malaise.

## Préservation
Espèce menacée par la déforestation et l'exploitation forestière.